# 托盖尔·布林
托盖尔·布林（挪威語：Torgeir Bryn，1964年8月8日—），挪威前职业篮球运动员。